# Yeah Yeah Yeah
Yeah Yeah Yeah är det svenska punkbandet Sobers andra och sista studioalbum, utgivet på Birdnest Records 1996. Låtarna "Snowbored" och "I'm Gone" fanns sedan tidigare utgivna på bandets andra EP Snowbored (1995).

## Låtlista
Där inte annat anges är låtarna skrivna av Jimmie Olsson.
1. "I've Made Up My Mind" - 2:34
2. "Loaded" - 2:50
3. "Superman" - 3:00
4. "Living in Silence" - 2:51
5. "Snowbored" - 2:42
6. "Insane" - 2:06
7. "What Went Wrong" - 3:39
8. "What Do You Know?" - 1:46
9. "Jesus Ate My Hobnobs" - 2:43 (musik: Ricky Stahre, text: Jimmie Olsson)
10. "I'm Gone" - 2:12
11. "Shut Your Mouth" - 2:38
12. "I'll Be the One" - 6:04 (Jimmie Olsson, Per Granberg)
13. "That's What I Want" - 1:11 (musik: Jimmie Olsson, Ricky Stahre, text: Jimmie Olsson)

## Personal
- Matti Amundsen - gitarr (spår 2, 13)
- Mattias Beijmo - inspelning
- Christian Edgren - mixning, inspelning
- Per Granberg - producent, ljudtekniker, inspelning, gitarr (spår 4, 8, 12), horn (9)
- Guineapigs - bakgrundssång (spår 12)
- Gustaf Hielm - bakgrundssång (spår 3, 5)
- Oscar Hielm - fiol (spår 2, 10, 12)
- Quina Hermansson - bakgrundssång (spår 9)
- Andreas Nordkvist - bas
- Jimmie Olsson - sång, gitarr
- The President - artwork
- Robert Pörschke - artwork
- Torbjörn Samuelsson - mastering
- Stephan Johansson - bakgrundssång (spår 9)
- Ricky Stahre - trummor, sång (spår 9)
- Anders Stub - oljud (spår 9), bakgrundssång (9)

### Fotnoter
1. 1 2  ”Yeah Yeah Yeah”. Discogs.com. http://www.discogs.com/Sober-Yeah-Yeah-Yeah/release/2882843. Läst 31 mars 2012.
2. ↑  ”Snowbored”. Discogs.com. http://www.discogs.com/Sober-Snowbored/release/1956484. Läst 31 mars 2012.